# 22905 Liciniotoso
22905 Liciniotoso este un asteroid din centura principală de asteroizi.

## Descriere
22905 Liciniotoso este un asteroid din centura principală de asteroizi. A fost descoperit pe 14 octombrie 1999 la observatorul astronomic din Farra d'Isonzo. Asteroidul prezintă o orbită caracterizată de o semiaxă mare de 2,22 ua, o excentricitate de 0,10 și o înclinație de 4,8° în raport cu ecliptica.